# Kaméleon (film)
A Kaméleon 2008-ban bemutatott magyar filmszatíra, melyet Goda Krisztina írt és rendezett. A főbb szerepekben Nagy Ervin, Hámori Gabriella, Kulka János, Csányi Sándor, László Zsolt és Trill Zsolt látható.
A cselekmény egy házasságszédelgő szélhámos, Farkas Gábor körül zajlik, aki legújabb áldozatát egy balerinában fedezi fel.

## Cselekmény
Farkas Gábor és barátja, Tibi, egykori intézetis gyerekek, most pedig profi szélhámosok. Trükkjük rendkívül egyszerű: Gábor a sármját és rábeszélőképességét kihasználva elhiteti egyedülálló nőkkel, hogy jó parti: hol orvosnak, hol ügyvédnek, máskor építésznek adja ki magát. Tibi pedig segít abban, hogy a meséje hihető legyen a nők számára. Amikor a bizalmukba férkőzik, házassági ajánlatot tesz nekik, majd ráveszi őket arra, hogy adjanak hozzáférést a bankszámlájukhoz, majd amikor sor kerülne az esküvőre, a pénzzel együtt lelép és bottal üthetik a nyomát.
Most Gábor egy új tervet eszel ki: a tévében is látható sztárpszichológus, Szikszai pácienseinek egyikét akarja megkopasztani. Takarítófiúnak álcázva magát bejut az irodájába, ahol megnézi a pszichológus gépén tárolt videofelvételeket a páciensekről. Az egyikük, Hanna, nagyon megtetszik neki: ő egy híres balerina, akinek egy térdsérülés miatt derékba törik a karrierje, és kénytelen az apjánál dolgozni, mert nem tudják megműteni a lábát. Mivel nyilvánvaló, hogy rengeteg pénze van, és az ügy is elég komplexnek, kihívásokkal telinek ígérkezik, Gábor úgy dönt, bevállalja. Elmegy megnézni Hanna próbáit, utánaolvas a balettnek, és kicsit az élettörténetének is. Mikor megpróbál kapcsolatba lépni vele a lakásán, Hanna látványosan ignorálja őt, ezért úgy dönt, új módszert választ: egy horoszkópfüggő nő fejének elcsavarásával bejut a balett-előadásra, majd megkeresi a padon szomorkodó Hannát és előadja neki, hogy őt jött volna megnézni. A nő kérdésére azt állítja, hogy ő orvos. Összeismerkednek, majd búcsúzkodáskor szórakozottan rásegíti Hannára azt a kabátot, ami még az őt kísérő nőé volt és nála maradt.
Egy másik videofelvétel kielemzésével kiderül Gábor számára, hogy Hanna talált egy ortopéd főorvos-specialistát, Dr. Marton Ferencet, aki elvileg meg tudná őt operálni. Ám az idő szorít, és be kellene valahogy jutni hozzá. Gábor randevút kér Hannától, és meggyőzi, hogy rendelkezik olyan befolyással, hogy el tudja intézni a műtétet. Másnap elmegy a kórházba, ahol egy ott fekvő, szenilis öregúr, Géza bácsi unokaöccsének adja ki magát, és erre hivatkozva elcsábítja a nővéreket, hogy információkat szerezzen Marton doktorról. Megtudja, hogy van neki egy állami gondozottakat támogató alapítványa, és erre hivatkozva próbál a közelébe férkőzni, sikertelenül. Csakhogy Tibi készített a mobltelefonjával egy felvételt, amelyből kiderül, hogy Marton doktor egy homoszexuálisok számára fenntartott fürdőbe ment. Felfedezve a nemi irányultságát, Gábor úgy dönt, hogy őt is el fogja csábítani és úgy veszi rá a műtétre. A kórházba megy, ahol majdnem lebukik - megjelenik Géza bácsi valódi unokaöccse, Márk, aki egy híres színész, aki viszont azt hiszi Gáborról, hogy rég nem látott rokonok. Van egy Audi kabriója és egy szép apartmanlakása - kapóra jön Gábornak, aki időközben megbeszél Marton doktorral egy találkozót. Elhiteti Márkkal, hogy vannak ismerősei, akiken keresztül kiközvetítheti őt Londonba egy jó szerep kedvéért, és amíg távol van, használhatja a lakását. Közben kiderül az is, hogy bár a műtét kivitelezhető, de rengeteg pénzbe fog kerülni.
Miközben Gábor eltünteti Márkot az országból, Tibi átrendezi a lakását, és aznap este azt mutatja be Marton doktornak, mint a sajátját. Sikerül megbeszélnie vele a részleteket, de visszautasítja a közeledését. Ezután nem sokkal Hanna érkezik hozzá, aki elmondja, hogy pénzre is szükség van. Esetleg az apjától lehetne szerezni, azonban ő híresen fukar és egyébként sem akar adni a lányának. Elmennek egy fogadásra, ahol Gábor sikeresen meggyőzi arról, hogy ha átutalja a pénzt az ő kezelésében álló "alapítványi számlára", akkor legalább a lánya is békén hagyja majd őt. Úgy tűnik, Gábor ezúttal is sikerrel járt és kalandos úton, de ismét megkopasztott egy nőt.
Ám ekkor döbbenten veszi észre, hogy a banketten ott van Szikszai is. Félvén a lelepleződéstől, a vécébe menekül, ahol összefut Hanna volt barátjával, aki közli vele, hogy utánanézett, és tudja, hogy ő nem is orvos. Válaszul Gábor életveszélyesen megfenyegeti. Közben Hanna apja váratlanul szívrohamot kap, és mivel róla azt hiszik, hogy orvos, őt hívatják. Így már nem tudja elkerülni, hogy ne találkozzon Szikszaival. A kórházban beszélni szeretne Hannával, de nincs rá ideje. Másnap a helyzet eszkalálódik: hazatér Márk és észreveszi, hogy valaki járt a lakásában, Marton doktor pedig összekap vele, amikor számonkéri, hogy miért kerüli őt. Érezve a veszélyt Tibi le akar lépni, de Gábornak esze ágában sincs. Hanna lakására megy, ahol indulatosan faggatja a nőt arról, hogy mit beszélt Szikszaival. Egy újabb hazugságot talál ki: azt elismeri, hogy nem orvos, de azt állítja, hogy csak azért, mert kirúgták, és Szikszai ezt tudja, és ezért fél tőle. Ezután Hanna lakásán alszik.
Másnap Szikszai találkozóra hívja az irodájába. Közli vele, hogy tudja, hogy ki ő, tudja, hogy takarítónak álcázta magát és hogy a felvételeit végignézve szúrta ki magának Hannát. Azt is tudja, hogy a rendőrség egy ideje már figyeli őt, és fel fogja dobni, hacsak nem teremti elő ő maga a pénzt a műtétre. Gábor kétségbeesésében azt találja ki, hogy eladja Márk autóját, de a nepper azt mondja, hogy majd kerít rá vevőt, így ebből nem lát pénzt. Marton doktorhoz megy, hogy tőle kérjen kölcsönt, de ő azt mondja, hogy cserébe le kell vele feküdnie. Gábor még ezt is megteszi, ám annyira undorító számára az aktus, hogy a végén a fürdőszobába öklendezik és a tükörbe bámulva valószínűleg undorodik már legbelül önmagától. Ezután viszont kiderül, hogy Martonnak esze ágában sincs pénzt adni neki: elment ugyanis időközben a lakáshoz, ahol találkoztak, és rájött, hogy ő nem is ott él, de még az alapítvány sem létezik. Miután bekapcsolja a biztonsági rendszert is és hamarosan érkeznek a rendőrök, Gábornak menekülnie kell - ekkor hívják telefonon, hogy lenne vevő az autóra. Elmegy a megbeszélt helyszínre, ám ott Márk várja: kiderül, hogy a nepper Márk jóbarátja, tőle vette az autót is, és mikor megtudta, hogy egy ismeretlen alak el akarta adni neki, azonnal szólt neki. Bosszúból egy Jocó nevű verőlegénnyel alaposan helybenhagyják. Az összevert Gábor másnap tér magához ás utolsó mentsvárként elcsalja otthonról Tibit, hogy a lelépésre gyűjtögetett pénzét lopja el, de Tibi gyanút fog, hazamegy és konfrontálódnak. Tibi visszaköveteli a pénzét, amit Gábor látszólag meg is tesz, csak annyit kér, hogy ha már elválnak útjaik, legalább a háziállatként tartott kaméleont hadd vihesse magával. Tibi rájön, hogy a terráriumban rejtette el a pénzt, így utánaered. Gábor villámgyorsan felszáll egy buszra, és még éppen látja, hogy a nyomában járó Tibit elüti egy autó és szörnyethal.
Gábor elviszi a pénzt Szikszainak, majd Marton doktor lakásához megy: bedobja az ablakát egy téglával, amire egy üzenetet erősítve követeli, hogy műtse meg Hannát, ellenkező esetben nyilvánosságra hozza a felvételt, amit akkor készített, mikor Márk lakásán romantikusan táncoltak. Most, hogy végre elérte a célt, Hanna lakására megy, ám a lány nincs ott, egy lakó szerint a pszichológusával ment el. Gábor dühösen megy el Szikszaihoz, aki közli vele, hogy Hanna az első perctől kezdve tudta, hogy átveri őt: a megismerkedésükkor hazafelé menet felismerte rajta a kabátját az a nő, akivel Gábor a balett-előadásra érkezett. Feljelentést akart tenni a rendőrségen, de annyira csábító volt az ajánlat, hogy pénzt szerez a műtétjére, hogy belement a játékba. Szikszai búcsúzóul azt mondja neki, hogy tűnjön el Budapestről, mert figyeli a rendőrség, majd megalázásképp közli vele, hogy csak nem gondolta, hogy neki összejön egy ilyen nő.
Gábor szakállat növeszt és rejtőzködik, de folytatja amihez ért: a hazudozáshoz. Viszont már korosodó és kevésbé vonzó nőket kénytelen átejteni, jóllehet még mindig reménytelenül szerelmes Hannába.

## Szereplők
- Nagy Ervin – Farkas Gábor
- Hámori Gabriella – Hartay Hanna
- Trill Zsolt – Szabó Tibi
- Kulka János – Dr. Marton Ferenc
- Csányi Sándor – Torsa Márk
- László Zsolt – Szikszai Ármin
- Barbinek Péter – Hartay József
- Makranczi Zalán – Krisztián
- Söptei Andrea – Ildikó
- Takács Nóra Diána – Katalin
- Soltész Bözse – Enikő
- Németh Kriszta – Ágnes
- Balikó Tamás – rendező
- Szilágyi István – Géza bácsi
- Törköly Levente – nepper

## Nézettség
A nézettségi adatok szerint 153 522 jegyet adtak el rá.

Érdekesség
A fim alkotói Portik Tamásnak külön köszönetüket fejezték ki, akinek a neve a stáblista után szerepel. A film egyik jelenetét ugyanis az érdekeltségébe tartozó egyik belvárosi kávézóban forgatták. A filmmel kapcsolatban felmerült az is, hogy valójában Portik Tamásról és korábbi élettársáról, Halmos-Riskó Almáról szól. Ezt a rendező Goda Krisztina (forgatókönyvíró Divinyi Réka) mindvégig tagadta, azonban a Halmos-Riskó család túl sok azonosságot lát a filmben. Állításuk szerint gyakorlatilag az összes szereplő és a történet is egy az egyben megegyezik azzal, ami a valóságban történt. Vajna András filmproducer, a magyar filmipar megújításáért felelős kormánybiztos hazugsággal vádolta meg Portikot. A film producere, Kálomista Gábor visszaemlékezése szerint: „Portik kézzel belejegyzetelt a könyvbe, hogy hitelesebbek legyenek a jelenetek. Aztán kiderült, hogy több helyszín, ahol forgatni akartunk, hozzá tartozik. Ebben segíteni akart, amit elfogadtunk. Volt olyan is, hogy nem tudtunk elintézni útlezárásokat, de az embere telefonált egyet, és pár perc múlva ott álltak a rendőrök haptákban.”

## A film díjai
- 40. Magyar Filmszemle (2009) – FILM.HU-díj: Goda Krisztina